# Pamponerus germanicus
Pamponerus germanicus är en tvåvingeart som först beskrevs av Carl von Linné 1758.  Pamponerus germanicus ingår i släktet Pamponerus och familjen rovflugor. Enligt den finländska rödlistan är arten sårbar i Finland. Arten är reproducerande i Sverige. Artens livsmiljö är torra gräsmarker. Inga underarter finns listade i Catalogue of Life.

## Bildgalleri

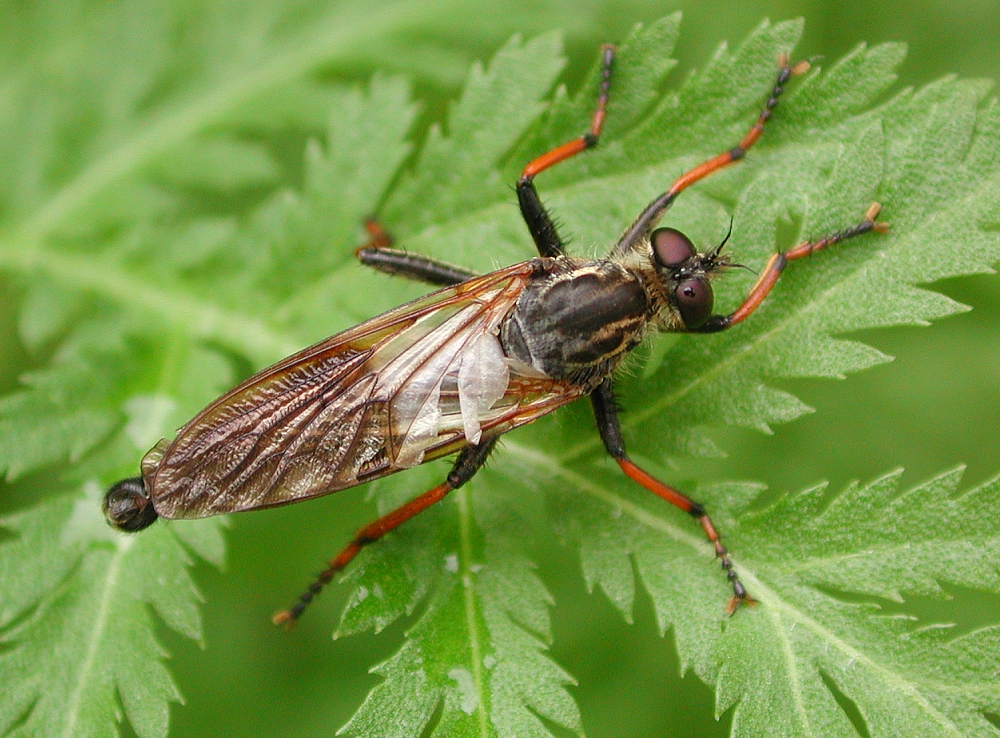
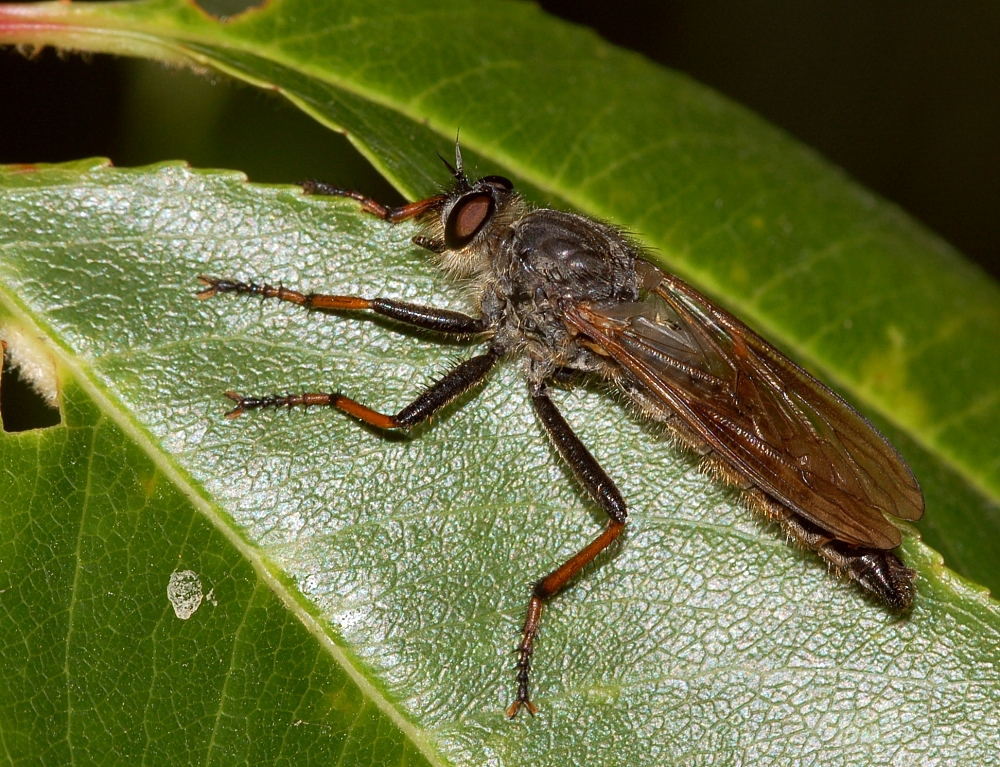
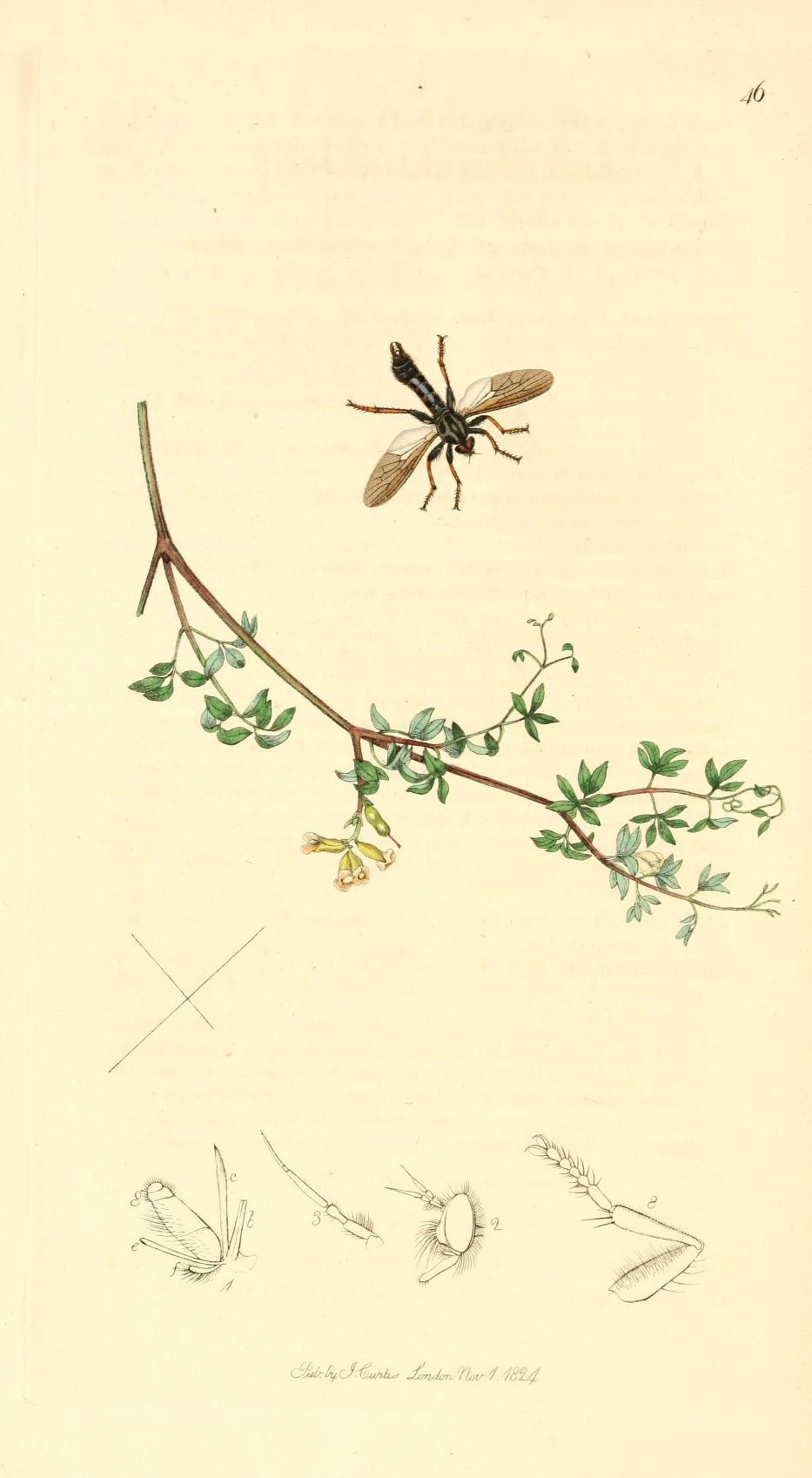
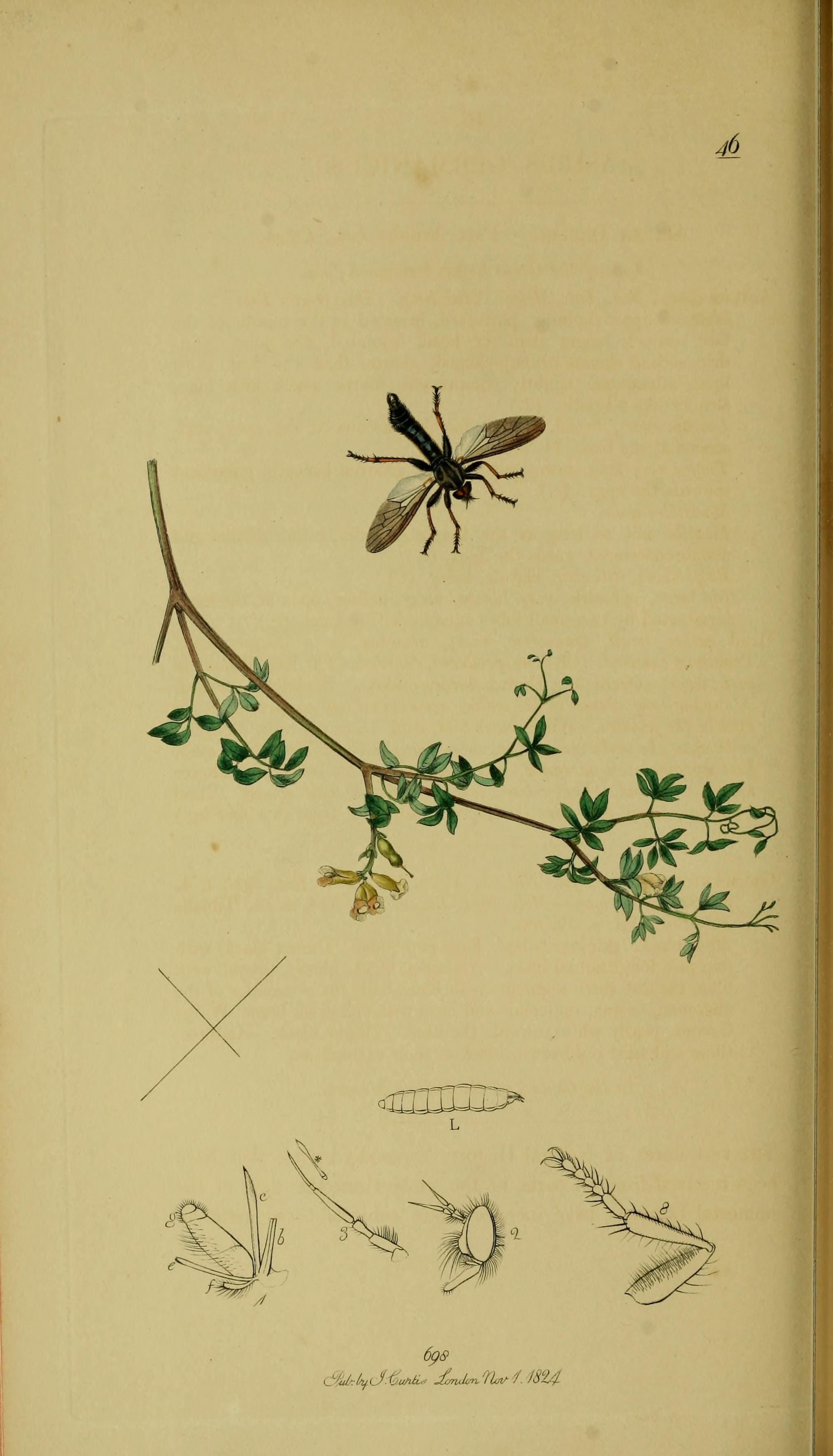
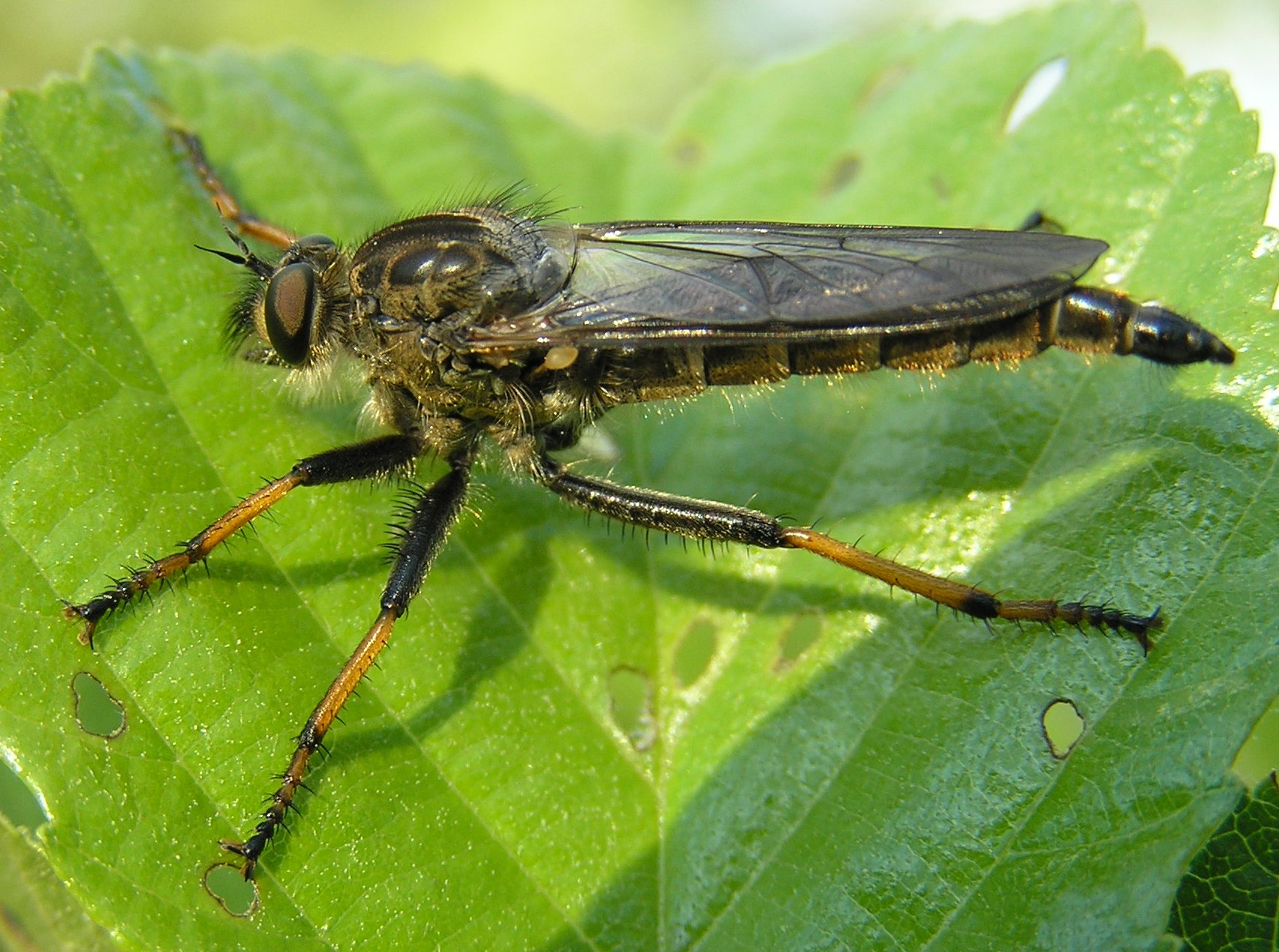
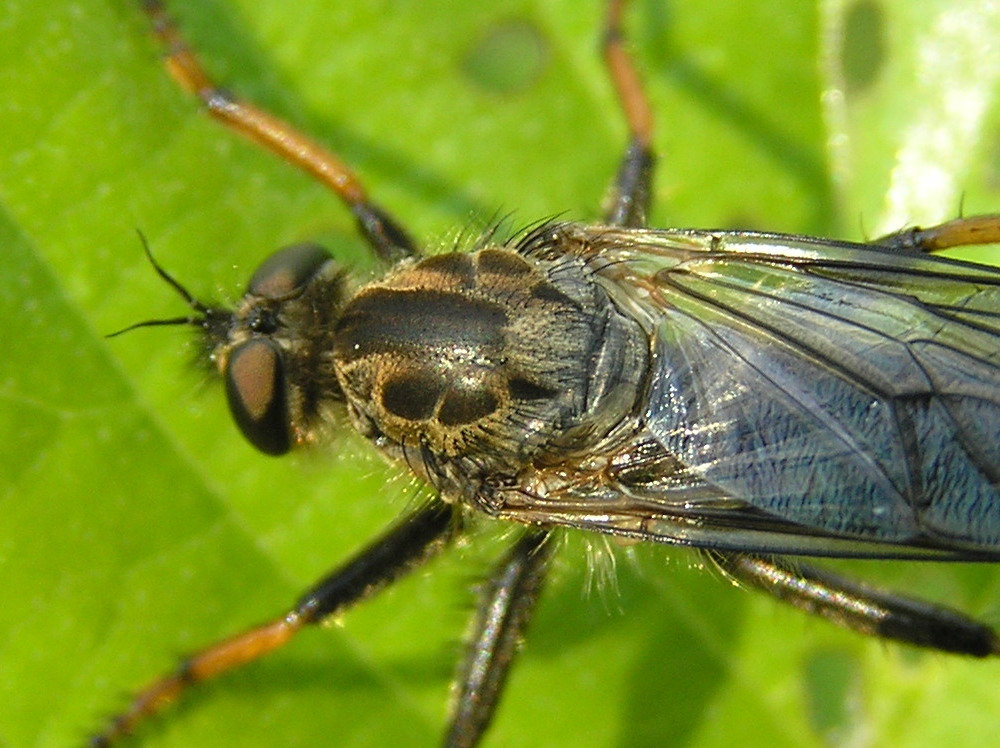